# 孫養正
孙养正（1576年—1606年），字圣蒙（聖功），號青城，南直隶苏州府吴江县人，軍籍，明朝政治人物。同进士出身。

## 生平
萬曆三十一年（1603年）癸卯科应天乡试舉人，三十二年（1604年）聯捷甲辰科進士。兵部觀政，三十四年授興化府推官，设善恶循环簿，让百姓记录各自实绩。每有诉讼即以簿为参考，明察秋毫。摄任莆田知县时，已奉旨蠲一成赋税，但吏胥仍要征十成，他就出安民告示严厉制止。捐俸筑海塘，撤除淫祠，将建材用于海塘，塘成被称为孙公塘。在任十个月积劳成疾，卒年32岁。死时无以为殓，士民争相捐助，才得以归葬。